# Атлакоя

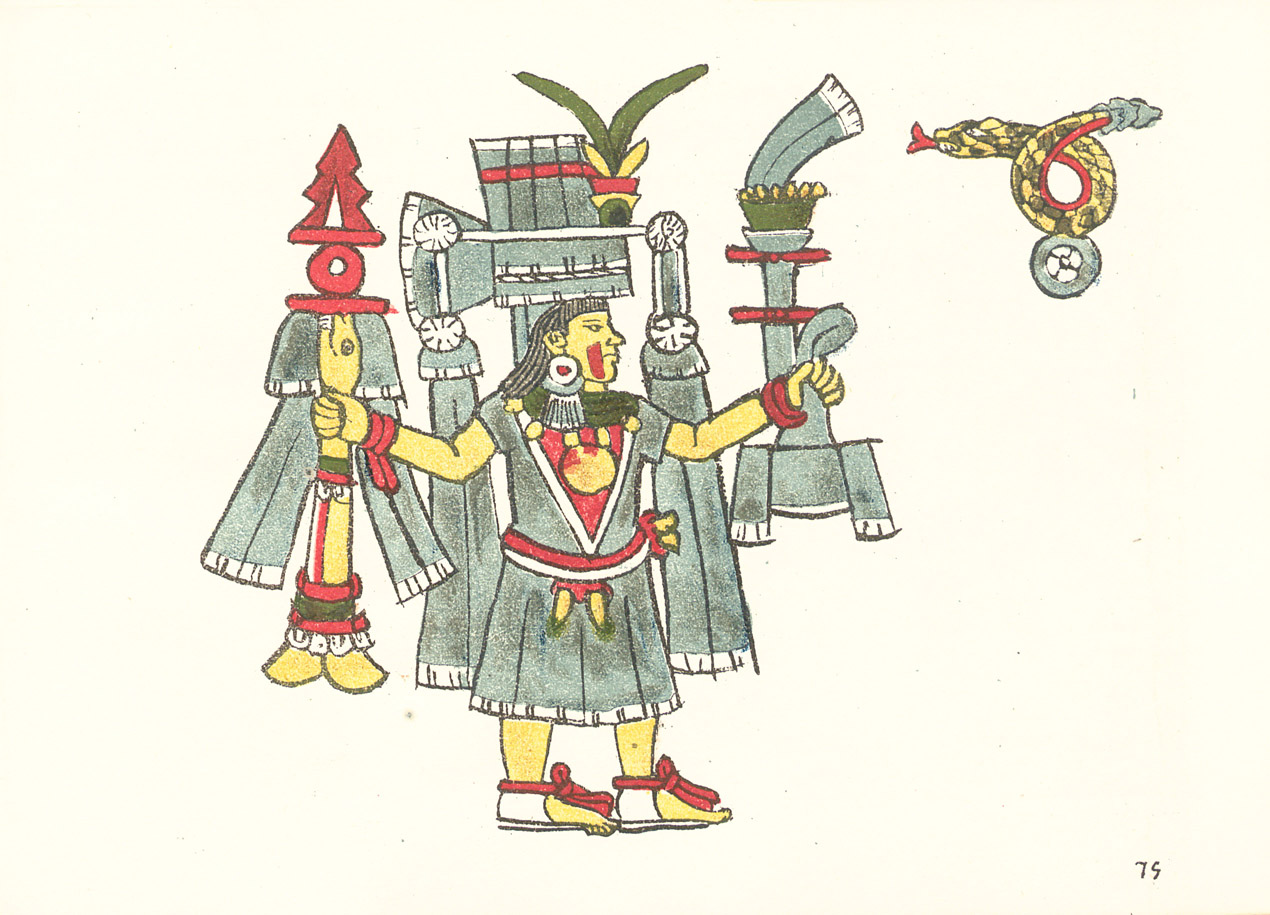
Атлакоая в кодексі Мальябекіано

Атлакоя (науатль Atlacoya) або Атлакоая (науатль Atlacoaya) — в ацтекській міфології богиня посухи, чорних вод та пульке. Щоб протистояти посусі та неродючості полів, люди приносили їй в жертву жінок і дітей, які перебувають у «віці радості».
Її найвідоміше зображення міститься в кодексі Мальябекіано, де Атлакоя, одягнена у кеккемітль і туніку без рукавів,  розмовляє з Майяуель.

## Етимологія
Ім'я богині Атлакої з мови науатль означає «сумні води», де «atla» — «води»; «tlaocoyani» — «сумні». Її ім'я означає водойми, що пересихають, чи землі де є нестача води й це шкодить сільському господарству.